# La Main d'oublies
 (avril 2015).
Si vous disposez d'ouvrages ou d'articles de référence ou si vous connaissez des sites web de qualité traitant du thème abordé ici, merci de compléter l'article en donnant les références utiles à sa vérifiabilité et en les liant à la section « Notes et références ».
La Main d’oublies est un récit de Sophie Nauleau, publié en 2007 aux éditions Galilée, inspiré de Tous les matins du monde, roman de Pascal Quignard et film d’Alain Corneau.
Enquête qui prend pour cible la nature morte dite à tort aux gaufrettes, signée Lubin Baugin et conservée au Musée du Louvre.